# Jens-Holger Göttner
Jens-Holger Göttner (* 25. September 1944 in Hannover; † 18. Mai 2022) war ein deutscher Politiker (SPD).

## Leben
Göttner erlangte das Abitur 1964. Nach Ableistung des Wehrdienstes folgte das Studium der Wirtschafts- und Sozialwissenschaften an den Universitäten Hamburg und Göttingen, das er als Diplom-Volkswirt abschloss. 
An das Studium schloss sich die Tätigkeit als Vorstandsassistent bei der Norddeutschen Landesbank, Hannover, an. Ab 1973 war er Referent im Niedersächsischen Sozialministerium, u. a. für Landesentwicklung, Arbeitsmarktpolitik und Wohnungsbau. 1979 erfolgte die Promotion zum Dr. rer. pol mit dem Thema Jugendarbeitslosigkeit und staatliche Arbeitsmarktpolitik. Er war als Lehrbeauftragter an der Universität Osnabrück im Fachbereich Arbeit tätig. 
1980 erfolgte die Wahl zum Dezernenten der Stadt Garbsen für die Bereiche Stadtentwicklung, Bauen, Umwelt und Wirtschaft. Ab 1987 war er stellvertretender Stadtdirektor. 
Bei der Landtagswahl 1998 wurde Jens-Holger Göttner als SPD-Direktkandidat im Wahlkreis Neustadt in den Niedersächsischen Landtag gewählt. Dort war er Mitglied der Ausschüsse für Rechts- und Verfassungsfragen, für Städtebau und Wohnungswesen sowie für Verwaltungsreform und öffentliches Dienstrecht. Schon im Herbst desselben Jahres legte Göttner jedoch sein Landtagsmandat nieder, um Staatssekretär des Ministeriums für Raumordnung und Umwelt des Landes Sachsen-Anhalt zu werden. Für ihn rückte Elke Müller in den Landtag nach. Von 2000 bis 2002 war Göttner Regierungspräsident des Regierungsbezirks Halle.
2001 wurde er zum Vorsitzenden des Regionalforums Mitteldeutschland gewählt. Er war außerdem Mitglied des Beirats des Kompetenznetzwerks Mitteldeutsche Entsorgungswirtschaft. Ab 2003 war er geschäftsführender Gesellschafter der MMG-Management-GmbH, einer Unternehmensberatung in den Bereichen Kommunale Angelegenheiten, Kommunalwirtschaft, Abwasser und Abfall.
Bei den Kommunalwahlen in Niedersachsen 2011 wurde er in den Rat der Stadt Garbsen gewählt, dem er bis 2021 angehörte.

## Ehrenämter
- Vorsitzender der Sozialstiftung humalios
- Vorsitzender der BI „Hochstraße Halle“ e. V.
- Vorsitzender Kunstplattform Sachsen-Anhalt e.V.
- Vorstand von KUNST HALLE e. V. Kunsthalle Villa Kobe
- Kuratoriumsmitglied der Kulturstiftung der MIBRAG
- Präsident des TSV Havelse

## Mitgliedschaften
Göttner war Mitglied der SPD, der AWO und der Gewerkschaft ver.di.